# Peter van Hassel
Petrus Alphonsus (Peter) van Hassel (Tilburg, 19 mei 1938) is een Nederlands politicus van de KVP en later het CDA.
Hij kwam in 1974 in de Tilburgse gemeenteraad en was daar enige tijd wethouder, voor hij in december 1992 benoemd werd tot burgemeester van Margraten. Hassel heeft die functie uitgeoefend tot hij in juni 2003 met pensioen ging.